# Лемешівська сільська рада (Бердичівський район)
Лемешівська сільська рада — колишня адміністративно-територіальна одиниця та орган місцевого самоврядування в Янушпільському, Чуднівському і Бердичівському районах Житомирської і Бердичівської округ, Вінницької та Житомирської областей Української РСР з адміністративним центром у селі Лемеші.

## Населені пункти
Сільській раді на час ліквідації були підпорядковані населені пункти:
- с. Лемеші
- с. Мартинівка

## Населення
Кількість населення ради, станом на 1923 рік, становила 2 219 осіб, кількість дворів — 465.
Відповідно до перепису населення СРСР, станом на 17 грудня 1926 року, чисельність населення ради становила 1 571 особу, з них, за статтю: чоловіків — 786, жінок — 785; етнічний склад: українців — 1 490, євреїв — 17, поляків — 64. Кількість господарств — 332, з них, несільського типу — 3.

## Історія та адміністративний устрій
Створена 1923 року, в складі сіл Андріяшівка, Лемеші, Марцинівка (Мартинівка), колонії Степ та хутора Марцинівський Озадівської волості Бердичівського повіту Київської губернії. 7 березня 1923 року увійшла до складу новоствореного Янушпільського району Житомирської округи. 26 червня 1926 року, відповідно до рішення Бердичівської ОАТК «Про складання твердої сітки сільрад», с. Андріяшівка та х. Степ передані до складу новоствореної Андріяшівської сільської ради Янушпільського району Бердичівської округи. 4 вересня 1928 року с. Марцинівка та х. Марцинівський виділено в окрему, Марцинівську (Мартинівську) сільську раду Янушпільського району.
Станом на 1 вересня 1946 року сільська рада входила до складу Янушпільського району Житомирської області, на обліку в раді перебувало с. Лемеші.
11 серпня 1954 року, відповідно до указу Президії Верховної ради Української РСР «Про укрупнення сільських рад по Житомирській області», до складу ради приєднано територію та с. Мартинівка ліквідованої Мартинівської сільської ради Янушпільського району. 28 листопада 1957 року, внаслідок ліквідації Янушпільського району, сільську раду включено до складу Чуднівського району. 20 березня 1959 року, відповідно до рішення Житомирського облвиконкому № 176 «Про зміну адміністративно-територіального поділу окремих районів області», сільську раду передано до складу Бердичівського району Житомирської області.
Ліквідована 7 січня 1963 року, відповідно до рішення Житомирського облвиконкому № 16 «Про об'єднання та ліквідацію деяких сільських і селищних рад», територію та населені пункти приєднано до складу Райгородоцької сільської ради Бердичівського району Житомирської області.